# Каток, Светлана Борисовна
Светлана Борисовна Каток (род. 1 мая 1947) — советский и американский математик, профессор Пенсильванского университета.  Нётеровский чтец (2004).

## Биография
Светлана Каток родилась и выросла в Москве, её отец — математик Борис Абрамович Розенфельд.
В 1964 году поступила на мехмат МГУ, в 1969 году успешно его закончила. Однако она не была принята в аспирантуру мехмата, и по приглашению Исаака Моисеевича Яглома поступила в аспирантуру Вечернего металлургического института, а после её окончания некоторое время работала в детском клубе МГУ «Орлёнок».
В 1978 году она эмигрировала в США.
В 1983 году защитила диссертацию в Мэрилендском университете под руководством Дона Цагира (в это время область её научных интересов сместилась от теории динамических систем к теории чисел).
После этого она работала в Калифорнийском университете Лос-Анджелеса, а в 1990 году перешла в университет штата Пенсильвания, получив должность полного профессора в 1993 году.
Oна была ответственным редактором Electronic Research Announcements of the American Mathematical Society с момента основания журнала в 1995 году и до 2007 года, а с 2007 года является ответственным редактором его преемника Electronic Research Announcements in Mathematical Sciences, который публикуется издательством AIMS. В 1996 году она (совместно с Анатолием Катком и А. Г. Кушниренко) основала MASS Program — уникальную для США программу по отбору студентов бакалавриата из разных университетов для обучения в течение одного семестра по специальной программе.

## Признание
- В 2004 году Светлана Каток была Нётеровским лектором[англ.] Ассоциации для женщин в математике[англ.][6].
- С 2012 года она является действительным членом Американского математического общества, как и её муж, математик Анатолий Каток[7].

## Книги на русском языке
- С. Б. Каток. Фуксовы группы. — М.: Факториал Пресс, 2002. — 160 с. — ISBN 5-88688-058-5.
- С. Б. Каток. p-адический анализ в сравнении с вещественным. — М.: МЦНМО, 2004. — 107 с. — ISBN 5-94057-149-2.